# Habitatge de la plaça Doctor Gravalosa, 12 (Sant Hilari Sacalm)
L'Habitatge de la plaça Doctor Gravalosa, 12 és una obra de Sant Hilari Sacalm (Selva) inclosa a l'Inventari del Patrimoni Arquitectònic de Catalunya.

## Descripció
Edifici situat al nucli urbà a la Plaça Doctor Gravalosa.
Consta de planta baixa, dos pisos, terrat i golfes, i tres torres quadrangulars, les que donen a la façana amb teula àrab i a quatre vessants, acabat amb un element en pedra punxegut.
A la planta baixa, a la part esquerra hi ha la porta d'entrada en arc pla, i al seu costat hi ha locals comercials.
Al primer pis hi ha una tribuna pentagonal i a banda i banda, dos balcons amb balaustrada de pedra (sostinguts per falsos modillons de pedra amb motius vegetals. Totes les obertures en arc pla, i les del costat, les que estan situades al balcó, tenen un guardapols en pedra.
Al segon pis, hi ha un balcó que segueix l'estructura de la tribuna realitzat en obra i amb ferro forjat, i a banda i banda hi ha finestres en arc pla i amb guardapols de pedra.
Tota la façana està arrebossada i pintada de blanc.

## Història
Per les seves característiques podríem datar l'edifici entorn de finals del segle xix.